# Verdon
Verdon je 175 km dolga reka v jugovzhodni francoski regiji Provansa-Alpe-Azurna obala, levi pritok reke Durance. Izvir se nahaja na višini 2819 m v Primorskih Alpah, od koder teče proti jugozahodu, dokler se ne izlije v bližini Vinon-sur-Verdon v Durance. Na svoji poti je reka ustvarila globoko sotesko, katere večstometrske stene so priljubljena točka za plezalce, na reki pa je umetno ustvarjenih tudi več jezer.

## Geografija

### Porečje
- Issole
- Artuby

### Departmaji in kraji
- Alpes-de-Haute-Provence: Castellane,
- Var.